# مادوكا كانامي
مادوكا كانامي (باليابانية: 鹿目 まどか) هي الشخصية الرئيسية في مسلسل الأنمي الفتاة الساحرة مادوكا ماجيكا وبقية الأعمال المرتبطة به.

## الشخصية
مادوكا هي فتاة في الصف الثامن تحب أسرتها وتعيش حياة طبيعية إلى أن يظهر المخلوق كيوبي الذي يعرض عليها وعلى صديقتها ساياكا ميكي تحقيق أي أمنية مقابل أن يحولهما إلى فتيات سحر. قصة الأنمي تدور حول أمنية مادوكا وعن قبولها ورفضها لعرض كيبوبي.

## روابط خارجية
- مادوكا كانامي على موقع ميوزك برينز (الإنجليزية)